# Philippe Faure (diplomate)
Pour les articles homonymes, voir Philippe Faure.
Philippe Faure, né le 13 juin 1950 à Toulouse, est un diplomate et haut fonctionnaire français, élevé à la dignité d'ambassadeur de France.

## Biographie

### Famille et formation
Philippe René Jean-Paul Yves Faure est le fils de Maurice Faure, résistant, ministre, parlementaire et membre du Conseil constitutionnel.
Après une licence de philosophie, une maîtrise d'anglais et un diplôme de l'Institut d'études politiques de Paris, il entre à l'École nationale d'administration (ENA) en 1974.

### Carrière diplomatique
En 1976, à sa sortie de l'ENA, il devient secrétaire des Affaires étrangères et commence ainsi sa carrière diplomatique.
Après avoir occupé de nombreux postes au ministère des Affaires étrangères, notamment conseiller technique du ministre Jean François-Poncet de 1979 à 1981, et à l'étranger, principalement en Espagne et aux États-Unis pendant 7 ans, où il devint l'ami de Dominique de Villepin[réf. nécessaire], Philippe Faure décida de rejoindre le secteur privé, en particulier les assurances.
Il devient ainsi coprésident de la Cecar de 1993 à 1997, puis président de Marsh & Mclennan France de 1997 à 2000 et parallèlement président de Gault-Millau, dont il détenait la société d'édition Damefa, de 1998 à 2000. Il occupe en outre à cette époque divers postes d'administrateurs dans des grandes entreprises françaises, dont RMC et Havas Advertising.[réf. nécessaire]
En 2000, sur la recommandation du ministre des Affaires étrangères de l'époque, Hubert Vedrine, le président Jacques Chirac le rappelle à la diplomatie[réf. nécessaire]. Il est nommé ambassadeur de France au Mexique. En reconnaissance de son travail auprès des autorités mexicaines[réf. nécessaire], il fut choisi en 2004 pour devenir ambassadeur de France au Maroc, poste qu'il occupe jusqu'en 2006.
Le 17 mars 2006, il est nommé secrétaire général du ministère des Affaires étrangères en remplacement de Jean-Pierre Lafon. À ce titre, il devient administrateur du groupe nucléaire Areva et du groupe d'électricité EDF,. Le nouveau président de la République Nicolas Sarkozy l'éloigne ensuite pour avoir émis des critiques à son encontre quand il était ambassadeur de France au Maroc. Toutefois, en reconnaissance de ses compétences, il est nommé ambassadeur de France au Japon en remplacement de Gildas Le Lidec, le 23 novembre 2007.
C’est à ce poste qu’en mars 2011, Philippe Faure doit faire face à la plus grande crise traversée par le Japon depuis la Seconde Guerre mondiale : le plus puissant séisme de l’histoire du Japon provoquant un tsunami dévastateur, lequel entraine l’explosion de deux réacteurs dans la centrale nucléaire de Fukushima Daiichi. Ces évènements d’une ampleur sans précédent au Japon ont semé un vent de panique dans la communauté française. L’Ambassade de France a géré les inquiétudes de la communauté d’affaires, l’arrivée d’un détachement de la Sécurité Civile et assurera les départs volontaires de Français appartenant à l'administration ou aux grands groupes industriels. Le 31 mars 2011, Philippe Faure reçoit à Tokyo le Président Nicolas Sarkozy venu présenter le soutien de la France au gouvernement et au peuple japonais. Durant les mois qui suivent, il assure la consolidation de l’aide française au Japon sinistré[réf. nécessaire]. Pour le 14 juillet, qu’il choisit d’organiser à Koriyama dans la région sinistrée, Philippe Faure accueille en compagnie du Ministre de la Culture Frédéric Mitterrand plusieurs centaines de réfugiés.
Le 1er octobre 2011, après 28 ans au service de l’État, Philippe Faure met fin à sa carrière de diplomate. Il rejoint le secteur privé et crée une société de conseil aux entreprises étrangères[réf. souhaitée]. Le 11 août 2012, en reconnaissance des services rendus, il est élevé au titre honorifique d'ambassadeur de France par le président François Hollande. En octobre 2012, afin d'appuyer sa stratégie de diplomatie économique, le ministre des Affaires étrangères, Laurent Fabius, nomme Philippe Faure représentant spécial pour le Mexique.
À nouveau appelé au Quai d’Orsay en juin 2014, par Laurent Fabius, ministre des Affaires étrangères et du Développement international, Philippe Faure, ambassadeur de France, s’y occupe désormais de promouvoir le tourisme en France. Le 22 juillet 2014, il est officiellement nommé président délégué du Conseil de promotion du tourisme et désigné personnalité qualifiée auprès du groupement d'intérêt économique « Atout France, agence de développement touristique de la France ». Philippe Faure et le Conseil qu’il préside ont pour mission de s'attaquer à six thématiques en relation avec le tourisme (gastronomie et œnologie ; destinations et marques ; numérique ; hôtellerie, tourisme d’affaire et de shopping ; accueil, média, communication ; formation) dans l’objectif de rénover et d'accroître l’offre dans ce secteur stratégique de l’économie française. Au mois de novembre 2015, il est nommé président d'Atout France.
À l'occasion de l'élection présidentielle de 2017, il fait partie des 60 diplomates qui apportent leur soutien à Emmanuel Macron.

## Distinctions
- Commandeur de la Légion d'honneur (2014), officier en 2006, chevallier en 1998[15],[16]
- Officier de l'ordre national du Mérite (2002)[17]
- Commandeur de l'ordre d'Isabelle la Catholique (Espagne)
- Commandeur de l'ordre du Mérite de la République fédérale d'Allemagne
- Grand officier de l'ordre de l'Aigle aztèque (Mexique)
- Commandeur de l'ordre du Ouissam alaouite (Maroc)[18]
- Grand cordon de l'ordre du Soleil levant (Japon)
- En 2012, il est élevé à de la dignité d'ambassadeur de France.

## Ouvrage
- En 2019, avec Guillaume Gomez, Roselyne Bachelot et Jean-Robert Pitte, elle participe à la direction de l'ouvrage Les cuisiniers de la République française : Les meilleures recettes (Glénat).